# Dessueri
Dessueri è una necropoli preistorica tra i territori di Butera, Mazzarino e Gela in Sicilia appartenente alla cultura di Pantalica.

## Geografia
La necropoli è posta su un canyon attraversato dal fiume Gela. È circondata dal Monte Dessueri a ovest, dalla cresta della Fastucheria e sulla sponda opposta del fiume il Monte Maio unito da una sella al Monte Canalotti.

## Storia
La necropoli fu scoperta da Paolo Orsi agli inizi del Novecento. L’archeologo vi giunse con il disegnatore Rosario Carta e dei Carabinieri che lo avrebbero difeso in caso di assalto da parte di banditi che erano presenti nella regione. In quell’occasione furono censite 1500 tombe, ma non venne scoperto l’insediamento abitativo.
Dopo Orsi il sito non venne più indagato fino al 1992 quando la sovrintendenza di Caltanissetta avviò una campagna di scavo scoprendo finalmente l’insediamento abitativo.

## Il sito

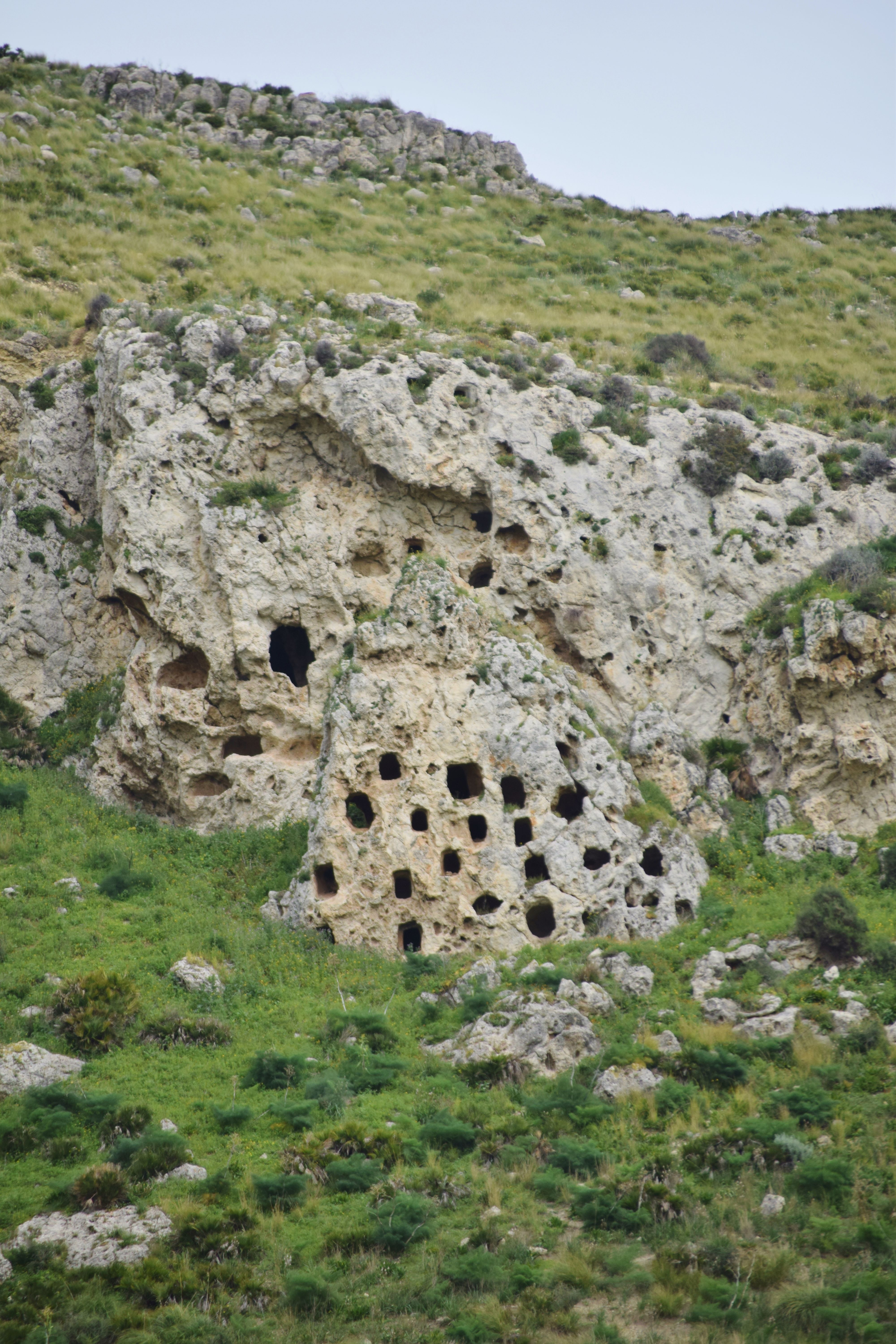
Necropoli Dessueri

Lo stile delle tombe appartiene a quello della civiltà di Pantalica e viene datato (grazie ai ritrovamenti) tra il XIII e il IX secolo a.C. Le tombe pertanto sono a grotticella di cui alcune riutilizzate in epoca romana. Oggi si contano 4000 tombe. Le camere tombali sono di forma ellittica o circolare con volta continua. A volta con doppia camera e a tholos. L’ingresso è rettangolare, trapezoidale o ovale. In genere sono precedute da un breve corridoio (dromos). La chiusura era assicurata da portelli in pietra o da un muro di pietrame. I corpi inumati variavano da uno a sei in posizione fetale, raramente sdraiati o sul fianco. Il corredo era vario: brocche, scodelle, coltelli, rasoi o fibule.
L’insediamento abitativo era posto sul Monte Mario, dove sono presenti strutture murarie di abitazioni, tra cui un palazzo databile al XI-X secolo a.C.
Su Dessueri sono presenti quasi tutte le fasi della facies di Pantalica fino al VI secolo a.C. quando il sito venne abbandonato, forse per l’arrivo dei coloni di Gela in espansione verso l’entroterra.

## Note

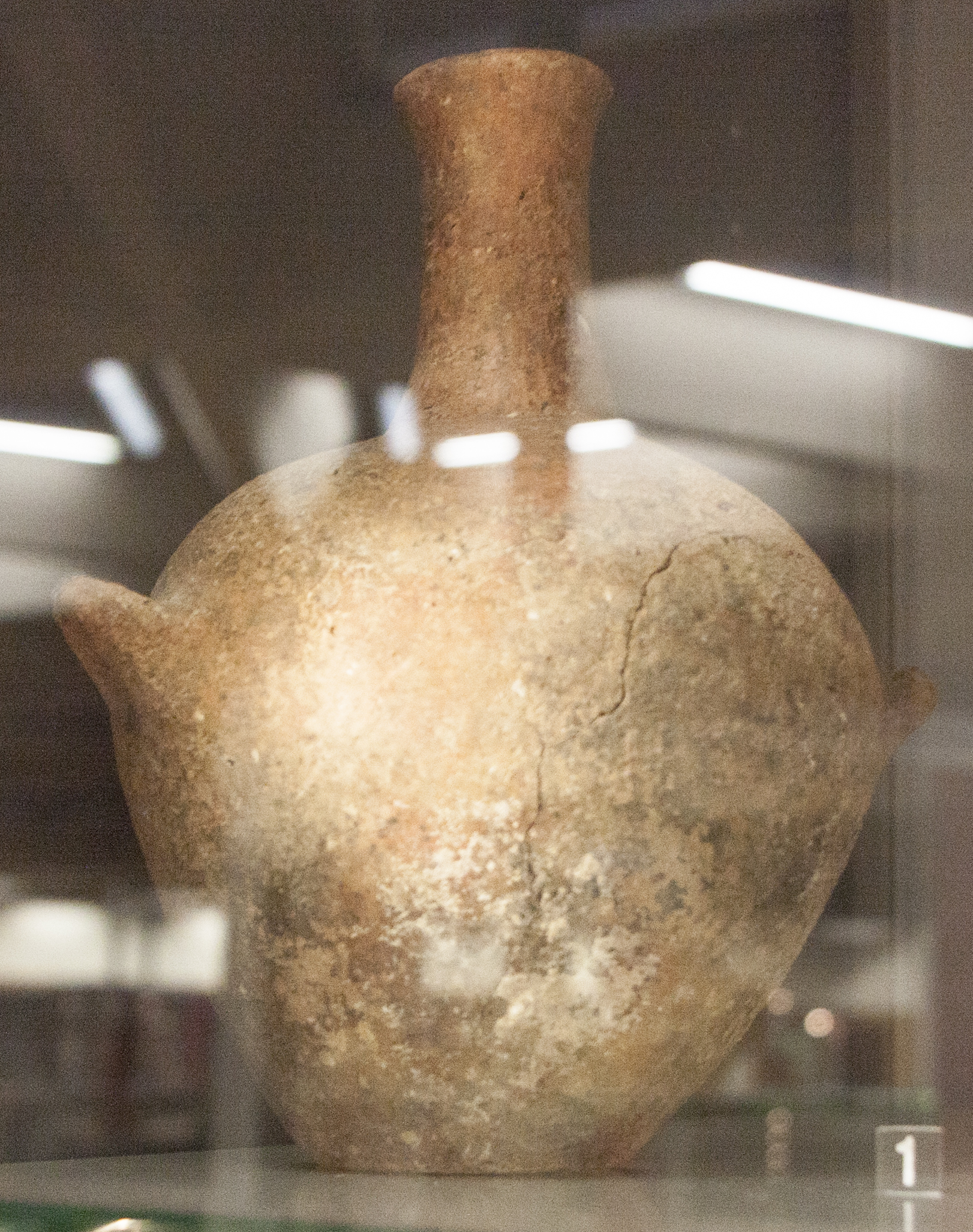
Anfora globulare a fiasco